# 金紫耀
金紫耀（英語：Phillip King，1973年—），威利国际控股有限公司前董事总经理，已辭任。持美国旧金山大学工商管理硕士学位。女星陈文媛的前男朋友，此外，還是Crystal Jam主要股東之一。